# Walter Bürki
Walter Bürki (ur. 26 stycznia 1946 w Bleiken) – szwajcarski kolarz szosowy, dwukrotny medalista mistrzostw świata.

## Kariera
Największy sukces w karierze Walter Bürki osiągnął w 1968 roku, kiedy wspólnie z Robertem Thalmannem, Erichem Spahnem i Bruno Hubschmidem zdobył srebrny medal w drużynowej jeździe na czas na mistrzostwach świata w Montevideo. W tej samej konkurencji Szwajcarzy w składzie: Bruno Hubschmid, Josef Fuchs, Walter Bürki i Xaver Kurmann zdobyli brązowy medal podczas mistrzostw świata w Brnie w 1969 roku. Indywidualnie najlepszy wynik osiągnął w 1968 roku, kiedy w wyścigu ze startu wspólnego amatorów zajął dwudzieste miejsce. Ponadto w 1969 roku był drugi w wyścigu Dookoła Maroka, a rok później był najlepszy w luksemburskim Flèche du Sud. Nigdy nie wystąpił na igrzyskach olimpijskich.